# Justine Guérard
Justine Guérard (* 21. April 1994 in Nizza) ist eine französische Triathletin. Sie wird geführt in der Bestenliste französischer Triathletinnen auf der Ironman-Distanz.

## Werdegang
2010 wurde Justine Guérard in Italien Dritte bei der Triathlon-Europameisterschaft der Juniorinnen.
2018 gewann sie den Triathlon EDF Alpe d’Huez auf der Kurzdistanz. Die 27-Jährige konnte im August 2021 die französische Staatsmeisterschaft Sprint-Triathlon für sich entscheiden.
Auf der Triathlon-Mitteldistanz wurde sie im Mai 2022 Vierte beim Ironman 70.3 Pays d’Aix France (1,9 km Schwimmen, 90 km Radfahren und 21,1 km Laufen).

## Sportliche Erfolge
| Datum/Jahr    | Rang | Wettbewerb                                       | Austragungsort      | Zeit     | Bemerkung                                         |
| ------------- | ---- | ------------------------------------------------ | ------------------- | -------- | ------------------------------------------------- |
| 22. Juni 2025 | 9    | Ironman Les Sables d’Olonne-Vendée               | Les Sables-d’Olonne | 09:05:02 |                                                   |
| 11. Juni 2023 | 3    | Ironman 70.3 Warschau                            | Warschau            |          |                                                   |
| 22. Mai 2022  | 4    | Ironman 70.3 Pays d’Aix France                   | Aix-en-Provence     | 04:26:00 | Mitteldistanz                                     |
| 29. Aug. 2021 | 1    | FRA Triathlon National Championships             | Pontivy             | 01:05:36 | Französische Staatsmeisterschaft Sprint-Triathlon |
| 30. Juni 2019 | 4    | FRA Triathlon National Championships             | Metz                | 00:59:47 | hinter Emmie Charayron                            |
| 2018          | 1    | Triathlon EDF Alpe d’Huez                        | Alpe d’Huez         |          | Courte Distance (CD)                              |
| 2. Sep. 2017  | 6    | FRA Triathlon National Championships             | Quiberon            | 00:56:01 | hinter Cassandre Beaugrand                        |
| 22. Mai 2016  | 3    | FRA Triathlon National Championships             | Dunkerque           | 01:01:30 |                                                   |
| 3. Juli 2010  | 3    | ETU Triathlon European Championship Junior Women | Athlone             | 01:02:46 | Triathlon-Europameisterschaft Juniorinnen         |

(DNF – Did Not Finish)